# Ovilla, Texas
Ovilla là một thành phố thuộc quận Ellis, tiểu bang Texas, Hoa Kỳ. Năm 2010, dân số của xã này là 3492 người.

## Dân số
- Dân số năm 2000: 3405 người.
- Dân số năm 2010: 3492 người.